# هاروت و ماروت

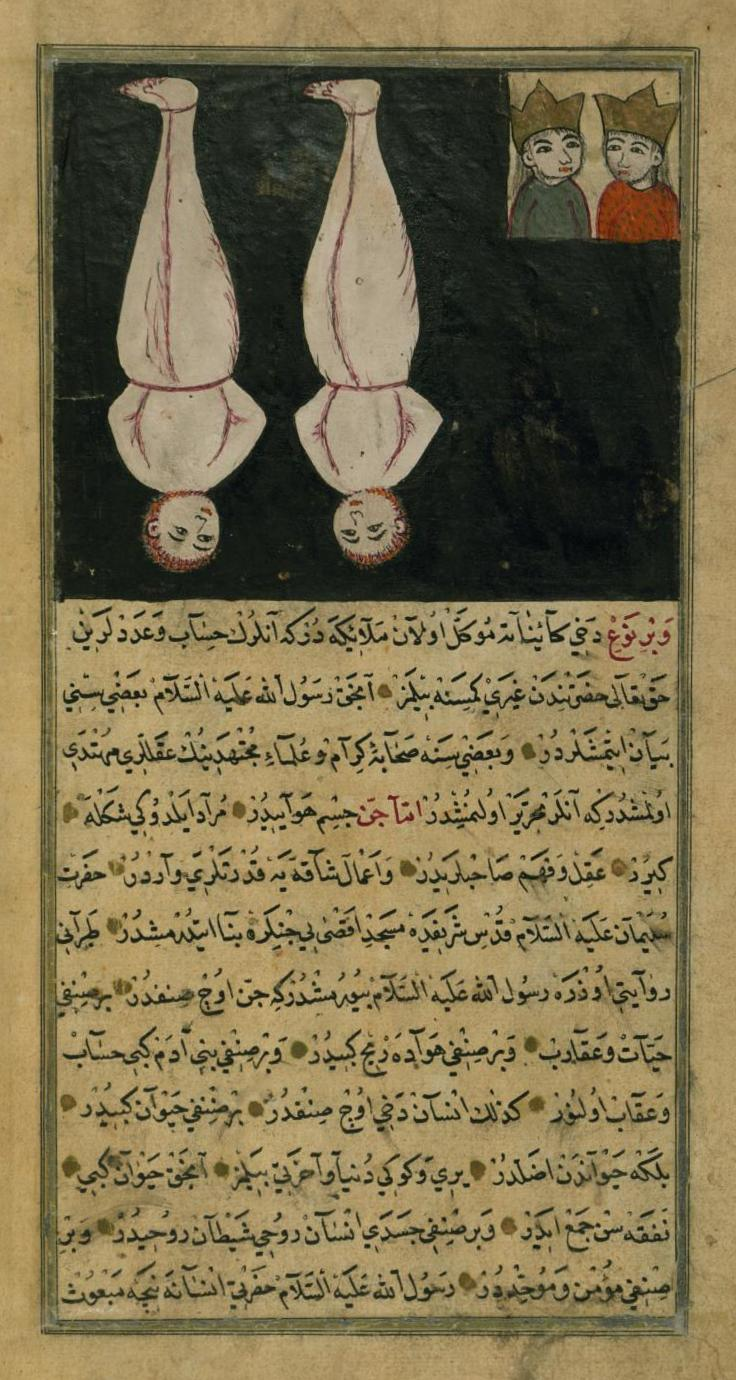
هاروت و ماروت برای مجازات آویزان شده‌اند.

هاروت و ماروت نام دو فرشته می‌باشد که در آیهٔ ۱۰۲ سوره بقره آمده است. این فرشتگان آمده بودند تا به مردم جادو بیاموزند و به آن‌ها کمک کنند تا جادوی جادوگران را باطل نمایند اما پیش از آموزش جادو به هرکس به او هشدار می‌دادند که ما وسیلهٔ آزمایش شماییم مبادا از جادو در مسیر نادرست بهره برید. با این حال شمار بسیاری کافر شدند و از جادو به جای بهره‌گیری در راه درست، در به هم زدن پیوند میان زن و شوهر استفاده کردند. افزون بر این برابر روایات اسلامی این دو فرشته به خاطر کیفر گناهانی که در زمین مرتکب شده بودند و نتوانستند بر خلاف هوای نفس خود عمل کنند تا روز رستاخیز در غاری از سقف آویزان شده‌اند تا گناهانشان بخشیده شود.
دربارهٔ ریشه هاروت و ماروت، نظریات مختلفی ابراز شده است، از جمله اینکه قرآن آن‌ها را از دو تن از خدایان ایران باستان نام‌های خرداد (هوروتات) و امرداد (اموروتات) وام گرفته است.

## در قرآن
تنها اشاره به هاروت و ماروت در سورهٔ بقره است. در این داستان با ذکر دلایل خشم خدا به بنی‌اسرائیل و اعمال بدی که از آنان سر زده بود آمده است که گروهی از بنی‌اسرائیل از هاروت و ماروت جادو یادگرفتند و سپس کافر شدند. (آیهٔ ۱۰۲ سورهٔ بقره)

## پیشینه

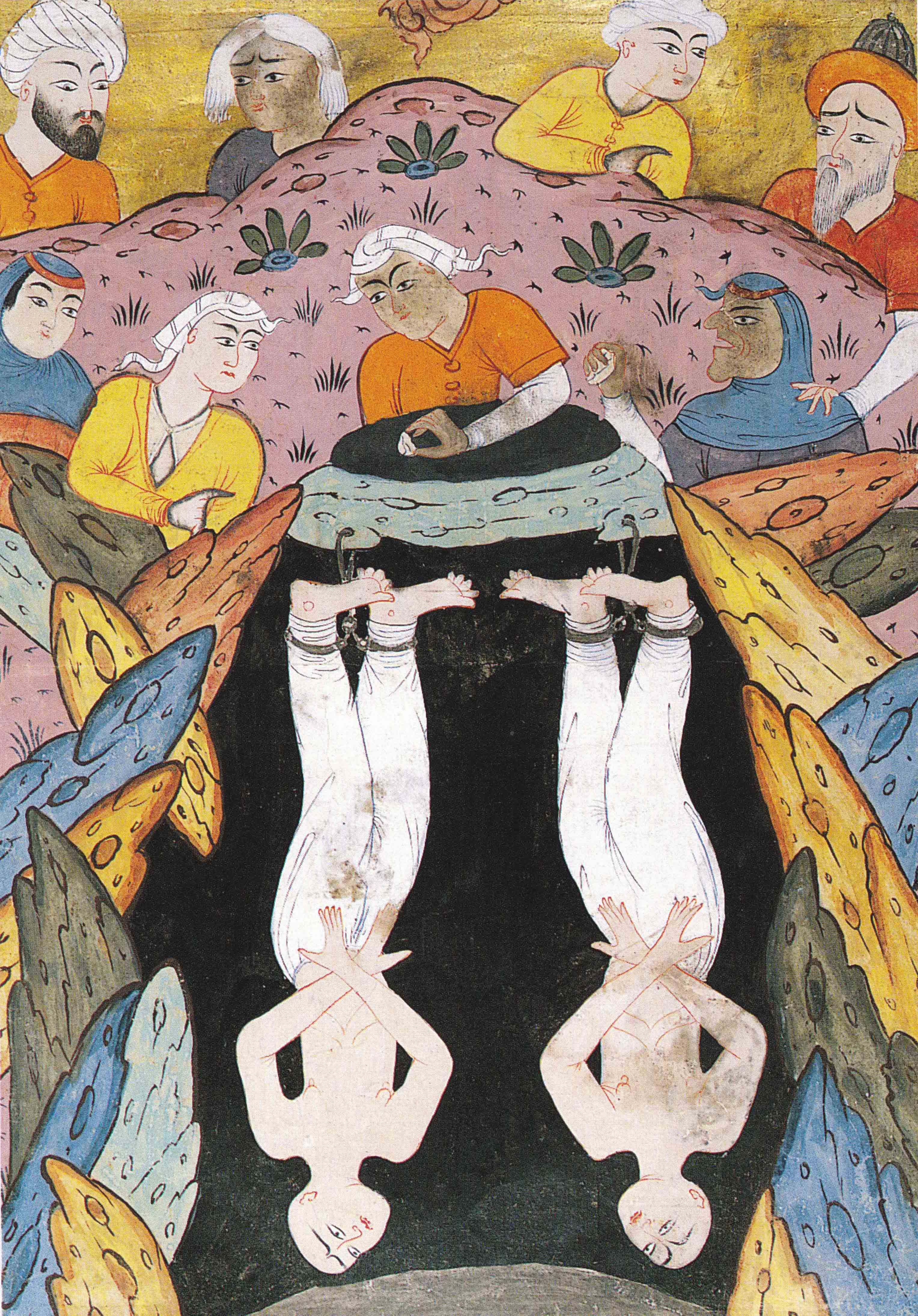
هاروت و ماروت برای مجازات آویزان شده‌اند.

در تفسیر عیاشی و قمی دربارهٔ آیهٔ «و اتبعوا ما تتلوا الشیاطین علی ملک سلیمان» از محمدباقر – پیشوای پنجم شیعیان – آمده است: «پس همینکه سلیمان از دنیا رفت، ابلیس سحر را درست کرد، آن را در طوماری پیچید و بر پشت آن طومار نوشت: این آن علمی است که آصف بن برخیا برای سلطنت سلیمان بن داوود نوشته، و این از ذخائر گنجینه‌های علم است، هر کس چنین و چنان بخواهد، باید چنین و چنان کند، آنگاه آن طومار را در زیر تخت سلیمان دفن کرد، سپس ایشان را به درآوردن راهنمایی کرد، بیرون آورد و برایشان خواند. در نتیجه کفار گفتند: پس اینکه سلیمان بر همه ما چیره گشت بخاطر داشتن چنین سحری بود، ولی مؤمنین گفتند: سلطنت سلیمان از سوی خدا بود.»

## داستان‌های مرتبط
داستان این دو فرشته با انحراف‌های فراوانی همراه شده است و با اینکه گویندگان آن‌ها ادعا کرده‌اند که داستان از سوی افراد مشهوری چون ابن‌عباس، ابن مسعود، ابن عمر و… روایت شده با این حال بر پایهٔ دیدگاه محمدحسین طباطبایی نویسندهٔ تفسیر المیزان، اغلب این داستان‌ها نادرستند و برگرفته از داستان یونانیان باستان دربارهٔ خدایان و ستارگان هستند. برای نمونه می‌توان به داستان زیر اشاره کرد:

### داستان زهره و هاروت و ماروت
در تفسیر الدرالمنثور است که سعید بن جریر، و خطیب، در تاریخش از نافع روایت کرده: فرشتگان به خداوند گفتند اگر ما به جای انسان بودیم هرگز نافرمانی تو را نمی‌کردیم سپس خداوند به آن‌ها اجازه داد تا دو فرشته را از میان خود برگزینند، هاروت و ماروت برگزیده شدند تا به زمین فرود آیند. پس زنی بنام زهره نزد آن دو آمد و در دل آن‌ها جای باز کرد. زن گفت: من حاضر نمی‌شوم مگر آنکه آن اسمی را که با آن به آسمان می‌روید و پائین می‌آیید به من بیاموزید، آن‌ها نام خدا را به وی آموختند، همینکه زهره خواست با خواندن آن نام پرواز کند، خداوند او را به صورت ستاره‌ای مسخ کرد، آنگاه بال‌های آن دو فرشته را بُرید، هاروت و ماروت از پروردگار خود درخواست توبه کردند، خدایتعالی آن دو را مخیر کرد میان اینکه به حال اول برگردند، و در عوض هنگامی که قیامت شد عذاب شوند، یا اینکه در همین دنیا خدا عذابشان کند، و روز قیامت به همان حال اول خود برگردند. پس آن‌ها عذاب دنیا را انتخاب کردند. سپس خدای تعالی برایشان وحی فرستاد که به سرزمین بابل بروید، در آنجا خداوند ایشان را میان زمین و آسمان وارونه ساخت، که تا روز قیامت در عذاب خواهند بود.

### خدایان مشابه ایران باستان
نام دو ایزد از ایزدان بلندمرتبه زرتشتی به نام‌های خرداد (هوروتات) و امرداد (اموروتات) شباهت کلامی و لفظی بسیار زیادی به هاروت و ماروت دارد و احتمالاً این دو خدای ایران باستان همان هاروت و ماروت قرآن باشند. این دو ایزد شأن و منزلت بالایی میان ایرانیان پیش از اسلام و زرتشتیان تا به امروز داشته‌اند.
امشاسپند خرداد به همراه امشاسپند مرداد در جهان خدایان جنبهٔ تولیدی دارند. هدایای امشاسپند خرداد به کمک مرداد ثروت، رمه چهارپایان است، این دو امشاسپند در کنار هم ارمان‌های نیرومندی، سرچشمهٔ زندگی و رویش هستند.

## تأثیر اندیشه ایرانی بر اسلام
- بوزانی نوشته است که هاروت و ماروت بازتاب دور نام دو تن از امشاسپندان زرتشتی یعنی هئوروتات و امرتات است که با گذاشتن از صافی مآخذ و منابع مختلف، به این صورت درآمده‌اند.[۶] اما شاپور شهبازی می‌نویسند این دو امشاسپندان، خرداد و اَمرداد نام داشتند.[۷]